# Villa Albertini
La Villa Albertini è una storica residenza situata nella località di Greschmattò, a Gressoney-Saint-Jean, in Valle d'Aosta.

## Storia
La villa venne eretta tra il 1924 e il 1926 secondo il progetto dell'architetto Achille Majnoni d'Intignano e dell'ingegnere Tancredi Aluffi su commissione di Alberto Albertini, scrittore, giornalista e direttore del Corriere della Sera dopo il fratello Luigi, e di sua moglie Paola Giocosa, figlia del celebre drammaturgo, scrittore e librettista Giuseppe Giacosa.
Nel corso degli anni la villa ha ricevuto diversi ospiti illustri quali Benedetto Croce, Luigi Einaudi, Arrigo e Adriano Olivetti, Arturo Toscanini e Tatiana e Sergej Tolstoj.
La residenza è tutt'oggi proprietà dei discendenti della famiglia Albertini.

## Descrizione
La villa si trova immersa in un ampio terreno a prato a poca distanza dal Castello Savoia.
Architettonicamente parlando costituisce un esempio emblematico di un nuovo porsi di fronte alla villeggiatura alpina dell’alta borghesia degli inizi del XX secolo, capace di preferire uno stile più vicino a quello vernacolare agli eccessi dell'eclettismo tipico della prima architettura di villeggiatura. L'esterno, sobrio e solido, presenta un rivestimento in pietra a vista, caratteristico delle maestranze locali. I decori e gli arredi interni sono ancor oggi perfettamente conservati.

## Galleria d'immagini

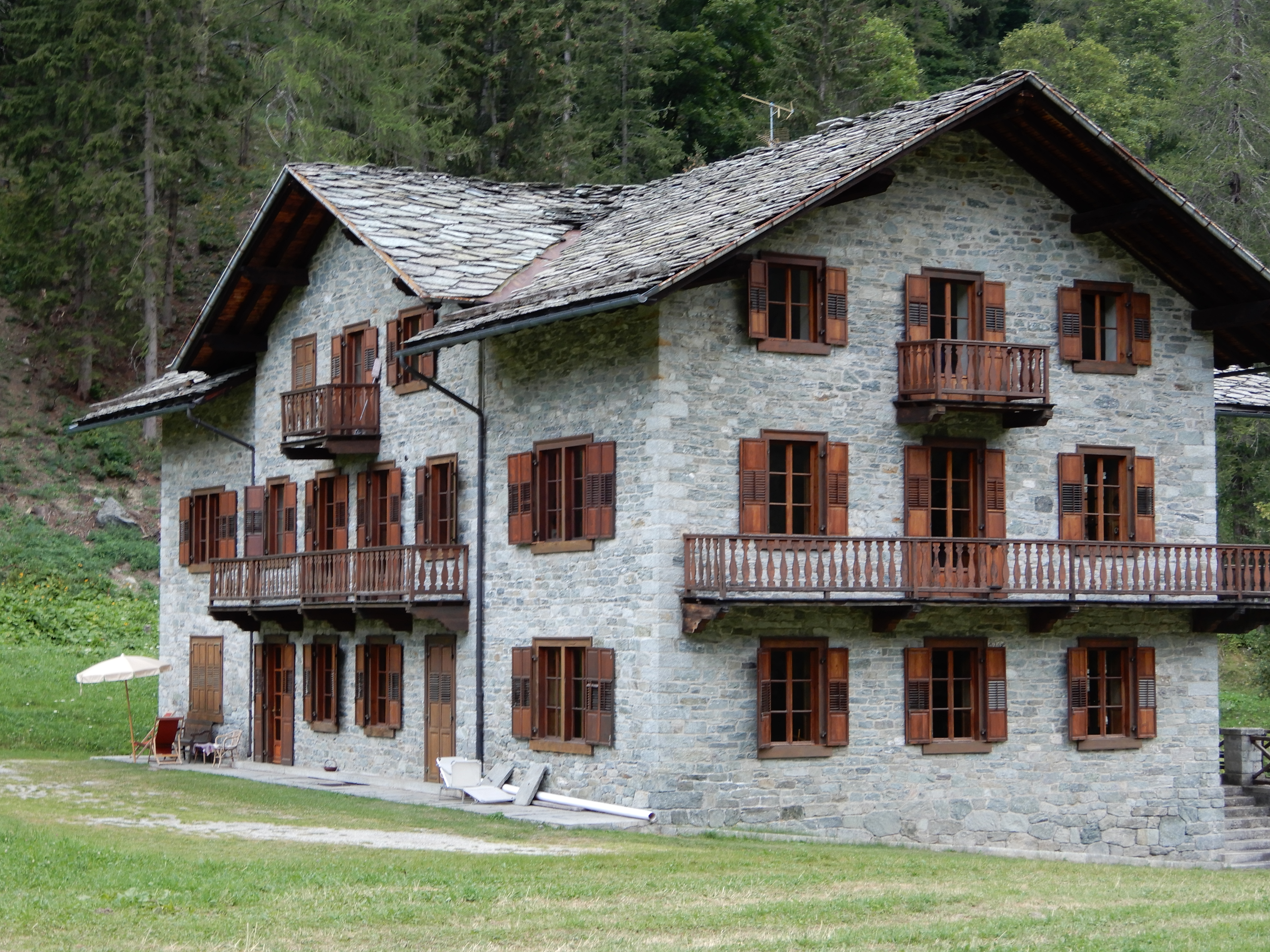
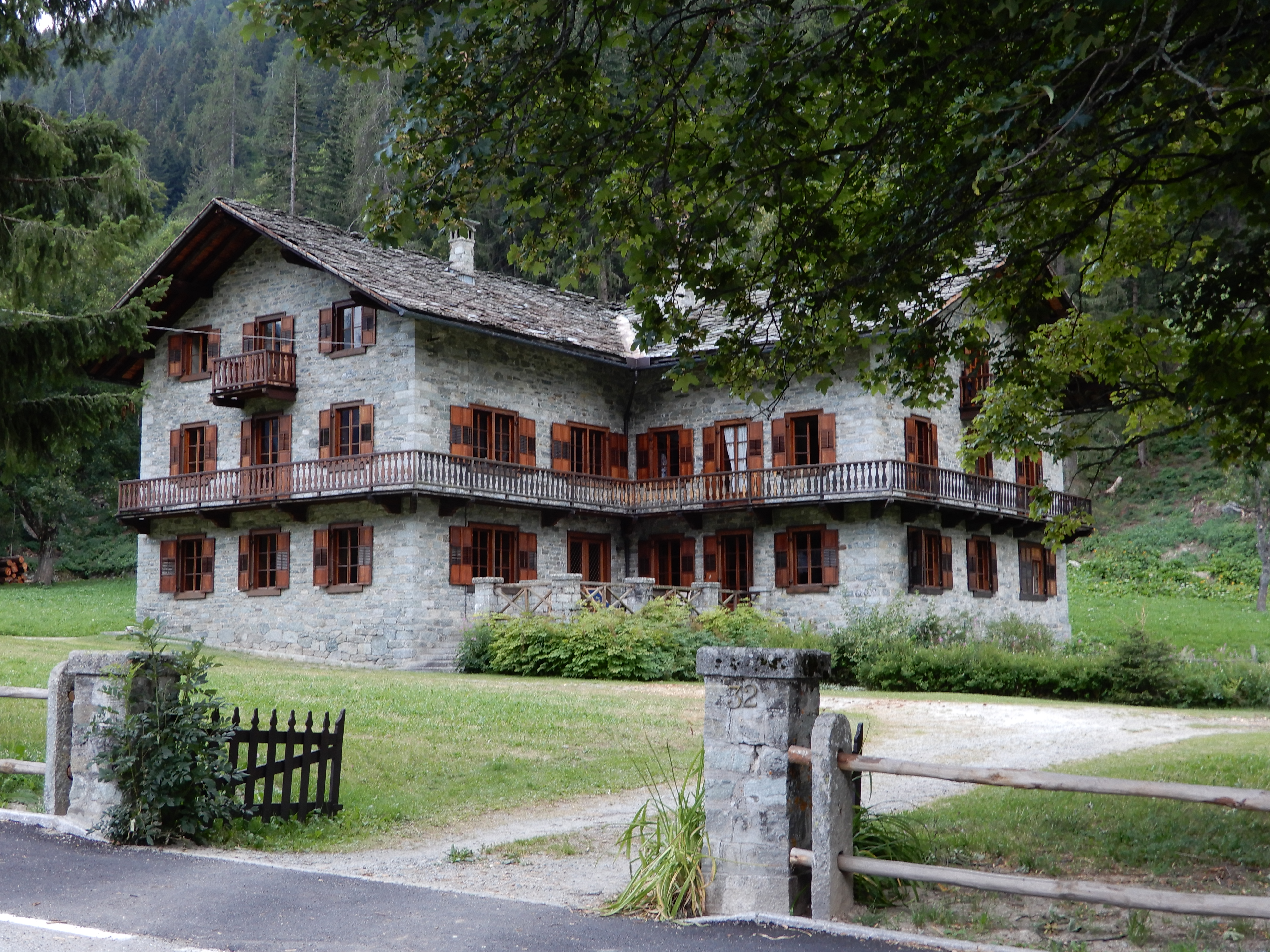
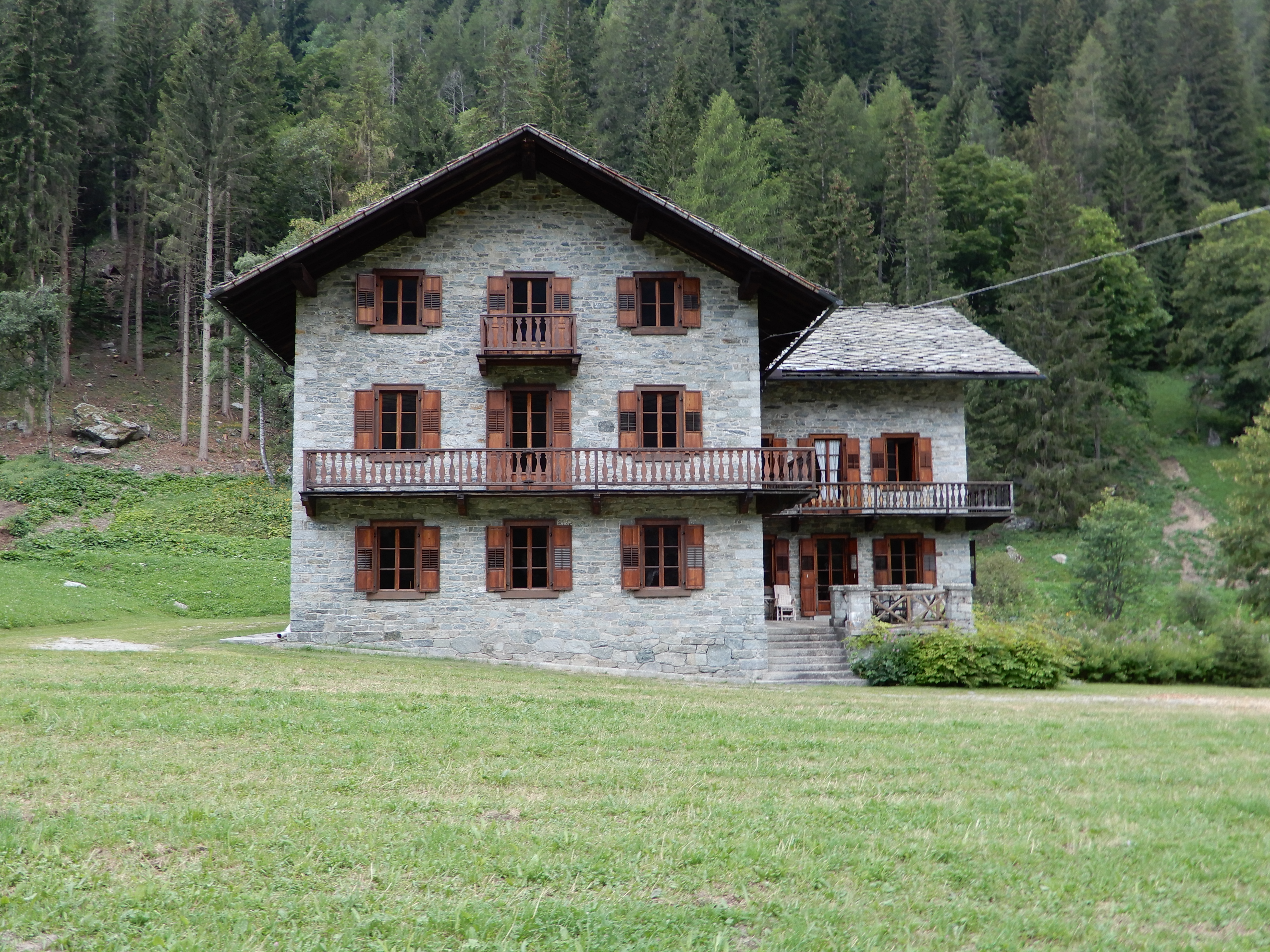